# Чиље
Чиље (итал. Cigliè) је насеље у Италији у округу Кунео, региону Пијемонт.
Према процени из 2011. у насељу је живело 50 становника. Насеље се налази на надморској висини од 535 м.

## Становништво
Према резултатима пописа становништва 2011. у општини је живело 196 становника.
| 1936. | 1951. | 1961. | 1971. | 1981. | 1991. | 2001. | 2011. |
| ----- | ----- | ----- | ----- | ----- | ----- | ----- | ----- |
| 599   | 526   | 386   | 292   | 249   | 197   | 188   | 196   |